# Rainbow List
Rainbow List (Pink List do 2014) – lista najbardziej wpływowych ósób LGBT w Wielkiej Brytanii, publikowana co roku przez brytyjski dziennik The Independent. Lista została utworzona w 2000 r. w celu wyróżnienia osób otwarcie homoseksualnych w życiu publicznym, ale od tego czasu urosła do „[honorowania] tych, którzy mają długą i odważną historię walki o równe prawa”.

## Historia

### Pink List
Lista została opublikowana po raz pierwszy w 2000 roku, aby wyróżnić osoby homoseksualne w życiu publicznym, i na początku wyróżniała 50 osób.
Janet Street-Porter, ówczesna redaktorka gazety, w 2012 napisała, że stworzyła tę listę „aby uczcić ogromny ich [osób homoseksualnych] wkład w aspekty współczesnego życia”.

### Rainbow List
Lista została przemianowana w edycji z roku 2014, aby była „bardziej inkluzywna, mniej staromodna i znacznie mniej brzmiąca jak alejka dla dziewcząt w sklepie z zabawkami”.
Pierwsza edycja jako Rainbow List została zwieńczona przez Członka Partii Pracy oraz byłego aktora Michaela Cashmana.

## Krytyka
Stephen Fry skrytykował listę w 2010 za przedstawienie Louiego Spence'a jako „gejowskiego stereotypu”, któremu mijało 15 minut sławy. Fry stwierdził później, że powiedziano mu, iż sekcja w której pojawił się Spence – „Galeria łotrzyka”, została napisana oddzielnie przez dziennikarza „bez wiedzy i zgody uczestników obrad”.
Lista była również krytykowana przez niesystematyczność w jej komilacji. Felietonista The Huffington Post „The Guyliner” skarżył się na listę z 2012 r., że „żadnemu fragmentowi listy nie towarzyszą żadne skomplikowane formuły, które mówią, jak obliczany jest ten wpływ”, i że „to nic innego jak spis nazwisk”.